# گنگستا گنگستا
گنگستا گنگستا تک‌آهنگی از گروه موسیقی موسیقی هیپ هاپ، ان.دابلیو.ای است که در ۵ سپتامبر ۱۹۸۸ منتشر شد. این تک‌آهنگ، سومین آهنگ در آلبوم مستقیم بیرون کامپتن است، همچننین این آهنگ در آلبوم‌های، «آهنگ‌های برتر ان. دابلیو. ای» و «بهترین‌های ان. دابلیو. ای. -قدرت دانش خیابانی» نیز قرار داشت.
در سال ۲۰۱۳ این آهنگ، در بازی، ماشین دزدی بزرگ V، در ایستگاه رادیویی، «کلاسیک وست کوست هیپ-هاپ» قرار داده شده و قابل شنیدن است.